# Paracapnia recta
Paracapnia recta är en bäcksländeart som beskrevs av Zhiltzova 1984. Paracapnia recta ingår i släktet Paracapnia och familjen småbäcksländor. Inga underarter finns listade i Catalogue of Life.